# Rockville Centre
Rockville Centre es una villa ubicada en el condado de Nassau en el estado estadounidense de Nueva York. En el año 2000 tenía una población de 24 568 habitantes y una densidad poblacional de 2 894,4 personas por km². Rockville Centre se encuentra dentro del pueblo de Hempstead.

## Geografía
Rockville Centre se encuentra ubicada en las coordenadas 40°39′48″N 73°38′13″O / 40.66333, -73.63694. Según la Oficina del Censo, la ciudad tiene un área total de 8,7 km² (3,4 mi²), de la cual 8,5 km² (3,3 mi²) es tierra y 0,2 km² (0,1 mi²) (2.38%) es agua.

## Demografía
Según la Oficina del Censo de 2000, los ingresos medios por hogar en la localidad eran de 99 299 dólares, y los ingresos medios por familia eran 128 579 dólares. Los hombres tenían unos ingresos medios de 70 149 dólares frente a los 43 800 dólares para las mujeres. La renta per cápita para la localidad era de 40 739 dólares. Alrededor del 2,8% de la población estaban por debajo del umbral de pobreza.